# Chernelházadamonya
Chernelházadamonya es un pueblo ubicado en el distrito de Sárvár, en el condado de Vas, Hungría.

## Superficie
Posee una superficie de 7,850 kilómetros cuadrados.

## Demografía
Hasta 2019 la población era de 194 habitantes, con una densidad de población de 24,71 habitantes por kilómetro cuadrado.